# 錢高一善
錢高 一善（ぜにたか かずよし、1944年2月26日 - ）は、日本の経営者。錢高組社長、会長を務めた。全国建設業協会元会長。

## 来歴・人物
大阪府出身。1966年に慶應義塾大学経済学部を卒業し、1967年9月に錢高組に入社した。1969年12月に取締役に就任し、1971年12月に常務、1978年1月に副社長を経て、1980年7月に社長に就任。2016年6月には会長に就任した。
2017年4月に旭日重光章を受章した。

## 系譜
- 父：屋葺輝之(錢高輝之)
- 母：錢高善子（錢高組社長　錢高久吉の長女）
  - 妻：住友紀子（住友電気工業取締役　住友義輝の長女）
    - 長男：錢高久善 - 錢高組社長
    - 二男：錢高丈善
    - 長女：錢高幹子